# Albert Charles Smith
Albert Charles Smith ( 5 de abril de 1906 - 23 de mayo de 1999) fue un botánico estadounidense.
Fue director del National Museum of Natural History, y miembro de numerosas sociedades científicas, como la "Sociedad Estadounidense de Taxonomistas Vegetales, la Smithsonian Institution, la Sociedad Botánica de Washington de la que fue presidente en 1962